# Castillo de Foixá
El castillo de Foixá, origen del municipio de Foixá, fue construido seguramente en la segunda mitad del siglo XIII, que es cuando está documentado por primera vez. Fue modificado en el siglo XVI y, posteriormente, en los siglos XVIII y XIX. El cerro donde se levanta el castillo, que parece que fue alargado artificialmente para levantar en él la muralla, es una atalaya magnífica desde la que se dominan casi todas las tierras del antiguo condado de Ampurias.
Las partes más antiguas del recinto construidas en el siglo XIII son una capilla dedicada a San Marcos, en el ángulo sureste una torre semicircular que en su parte inferior se convierte en el ábside de la capilla, un talud, y la muralla del recinto, que rodea el barrio de la Villa. La capilla, como el castillo, fue restaurada a finales del siglo XIX por Francisco de Foixá, último propietario que vivió en el castillo.
En el interior de la capilla, unos grandes socavones señalan el lugar donde había unos sepulcros góticos: una lápida de Bernat Guillem de Foixá, fallecido en 1362, con la figura yacente del caballero, y un sarcófago de Guillem de Foixá, fallecido el 1459 y su hijo fray Alemán, fallecido en 1476. Estos sepulcros se encuentran hoy en la iglesia de Nuestra Señora de la Esperanza en S'Agaró.
También dentro del recinto se yergue un palacio formado por dos cuerpos en forma de T. La fachada principal del palacio tiene una portada adintelada con el escudo de los Foixá (del siglo XIX). En el interior, se destacan dos pequeñas estancias, cubiertas con bóveda de cañón, que se llaman la Prisión. También son notables las caballerizas, la bodega y numerosas salas cubiertas con bóveda de arista. La bóveda de la cocina es de forma de palmera.
El castillo de Foixá fue centro de la baronía, dicha varvassoria, que los Foixá poseyeron en feudo por los condes de Ampurias. Guillem de Foixá, es el primer personaje documentado de este linaje a mediados del siglo XII. Fue continuado por sus hijos Bernardo I y Arnau I de Foixá, y quedó en poder de la varvassoria hasta Narciso II de Foixá-Boixadors y de Miguel (1816-1866), que también era valvasores de Boixadors y señor de Ultramort, la Forteza, entre otros. El año 1866 fue creado el título conde de Foixá por Isabel II que también han ostentado sus descendientes. El actual poseedor es Nieves de Foixá y Larrañaga.
De esta baronía parten las líneas de: Romanyà (iniciada por Hugo Benito de Foixá y de Sacirera), la de Maçanet (iniciada por Berenguer de Foixá y de Bordils) y la de Sicilia (iniciada por Hugo de Foixá y de Orriols) . En 1259 Bernat II de Foixá tenía el diezmo del castillo de Foixá así como también el de Gaüses y Viladasens.
De los hechos de armas que ocurrieron en el castillo de Foixá se destaca el asedio que puso Joan I de Ampurias contra Bernat Alemany, ante el cual había tenido que humillar por mandato real. El conde emporitano, alegando que aquel no le cumplía la obligación feudal, sitió en 1383 el castillo de Foixá, desoyendo los requerimientos de las cortes, que habían impuesto una tregua entre los combatientes. Este sitio se inserta en la lucha que llevó el conde emporitano contra la realeza, en la que se movilizó contra los pueblos del Ampurdán, y es la última que sostuvo la casa de Ampurias contra la monarquía.
Sobre 1450 el castillo pasa a poder de Luis Bener de Foixá-Boixadors y de Cruilles. En el siglo XVII los Foixá eran aún señores de la baronía que formaba este pueblo junto con el de la Sala. Los últimos propietarios fueron Francisco de Foixá, Josep Maria Mascort Galibern, Josep Ensesa. Antoni Bonamusa y su esposa Núria Mir, compraron el edificio y acometieron desde el año 1978 hasta los años 90, la rehabilitación integral, tanto de sus interiores, como las actuaciones en su exterior y murallas, con un gusto exquisito, a ellos debemos su imagen actual. En la actualidad es propiedad de sus herederos, los hermanos Núria, Enric i Robert Mir.
Entre los personajes ilustres pertenecientes a este linaje destacan:
- Jofre de Foixá (siglo XIII), eclesiástico y escritor o trovador. Sus Reglas de encontrar, un tratado de gramática y poética, distinguen claramente la lengua catalana de la occitana, señalando las similitudes y las diferencias.
- Bernat Alemany de Foixá y de Porqueres (? - ~ 1404), caballero y oficial real, fue señor de Albons y de Orriols. En las luchas nobiliarias de los últimos años de Pedro se puso al lado del rey en contra de los señores feudales.